# جوزيف جون ريتشاردز
جوزيف جون ريتشاردز (بالإنجليزية: Joseph John Richards)‏ هو ملحن أمريكي، ولد في 27 أغسطس 1878، وتوفي في 16 مارس 1956.